# Liga Leninista de Jóvenes Comunistas de la Federación Rusa
La Liga Leninista de Jóvenes Comunistas de la Federación Rusa (LLJC-FR) (en ruso: Ленинский коммунистический союз молодёжи Российской Федерации) es la organización juvenil del Partido Comunista de la Federación de Rusia.
Hasta febrero de 2011 la organización fue conocida como "Unión de la Juventud Comunista de la Federación Rusa", en ruso: Союз коммунистической молодёжи Российской Федерации (СКМ-РФ); Soyuz kommunisticheskoĭ molodëzhi Rossiĭskoĭ Federatsii (SKM-RF).

## Historia

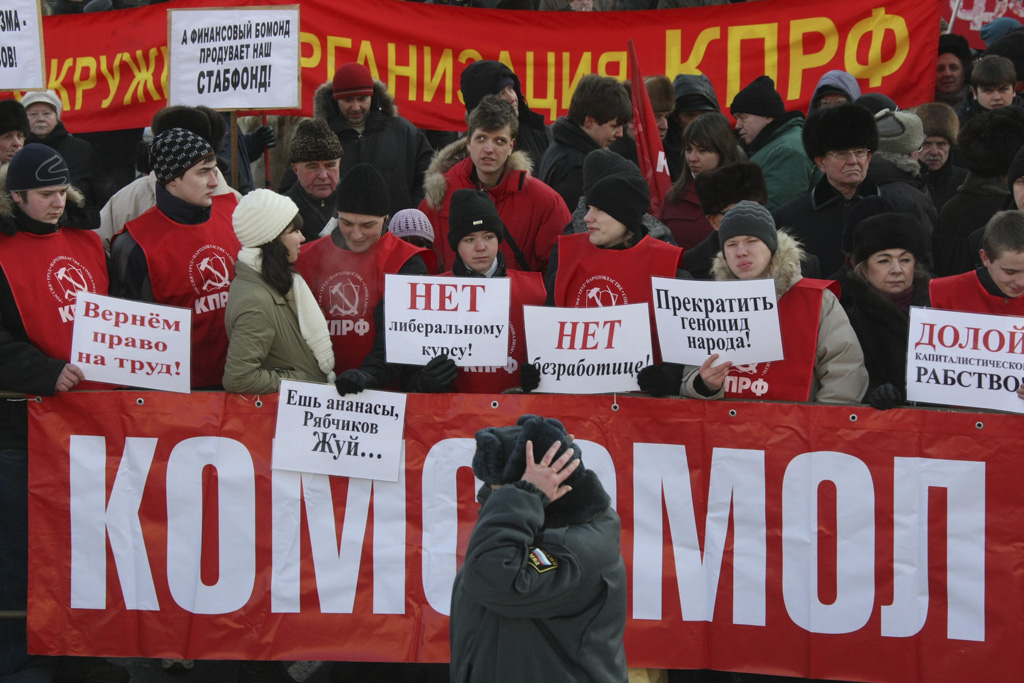
Bloque de jóvenes militantes del Komsomol Leninista durante una manifestación comunista en Moscú.

La Liga Juvenil Comunista Leninista encuentra sus orígenes en la fundación del Komsomol soviético en 1918.
Durante las reformas de la Perestroika en la presidencia de Mijail Gorbachov, el Komsomol fue asignado en la tarea de entrenar a jóvenes comunistas en las prácticas del capitalismo. 
Tras la disolución de la Unión Soviética en 1991, el Komsomol, tras haber perdido gran parte de su identidad original, fue desorganizado y disuelto de facto. Muchas organizaciones juveniles socialistas y comunistas surgieron de sus ruinas, muchas de las cuales volverían a encontrarse para formar la actual organización en 1999.
En 2004 se desató un conflicto interno en la dirección de la Unión de la Juventud Comunista, resultando en la escisión de dos facciones, una encabezada por Yuri Afonin, y otra encabezada por Konstantin Zhukov. La facción de Afonin representaba la inmensa mayoría de los miembros de la organización y mantenía lazos con el Partido Comunista de la Federación Rusa, mientras que la facción de Zhukov ejerció la independencia orgánica y fue deteriorando una organización en la que su militancia de base se marchaba pero la dirección permanecía. Ambas facciones mantuvieron el mismo nombre hasta febrero de 2011, cuando la facción encabezada por Afonin cambió su nombre a "Liga Leninista de Jóvenes Comunistas de la Federación Rusa".
La LLJC-FR fue la principal organización, como anfitriona, dedicada a organizar el XIX Festival Mundial de la Juventud y los Estudiantes, que tuvo lugar en octubre de 2017 en la ciudad rusa de Sochi, a orillas del mar Negro.

## Objetivos estratégicos
- En la esfera económica, la LLJC-FR aboga por un sistema mixto y equilibrado entre economía planificada y economía de mercado - un paso importante en la construcción del socialismo, en la que el Estado juega un rol determinante.[1]

- En la esfera social la organización apoya la implementación de programas naciones llamados a crear un sistema de seguridad social público y de calidad, a resolver los problemas de la juventud en temas como el empleo, la educación, la familia o la salud, tanto física como espiritual.[1]

- La LLJC-FR insiste en la transición, desde las actuales acciones puramente propagandísticas, a pasos reales en la práctica para crear una unión estatal real y efectiva con Bielorrusia (véase: Estado de la Unión), así como hacia la reintegración de las antiguas repúblicas soviéticas, cooperación con todas ellas y especialmente entre Rusia, Ucrania y Kazajistán.[1]

- La LLJC-FR considera necesarias medidas drásticas para eliminar la criminalidad juvenil, y esas medidas consisten en señalar las causas socioeconómicas que lo generan. Al mismo tiempo, se oponen a las horribles condiciones que padecen los detenidos o encarcelados, muchos de los cuales son personas jóvenes. El castigo debe corregir, en lugar de anular a las personas.[1]

## Actividades
Para alcanzar los objetivos de la organización, la LLJC-FR realiza multitud de actividades tales como mítines, manifestaciones, concentraciones, piquetes informativos con la intención de expresar una opinión en temas sociales o juveniles de actualidad. La organización también participa en las distintas campañas electorales del PCFR, llegando incluso a participar en las listas electorales o en las administraciones gobernadas por comunistas a todos los niveles. La LLJC-FR tiene desarrollada una red de oficinas primarias, locales y regionales, además de numerosa presencia en universidades de toda Rusia, donde organizan eventos tales como seminarios, clubes, bibliotecas, jornadas de estudio, campamentos de verano, etc.